# Modelleisenbahngleissysteme der Spur H0

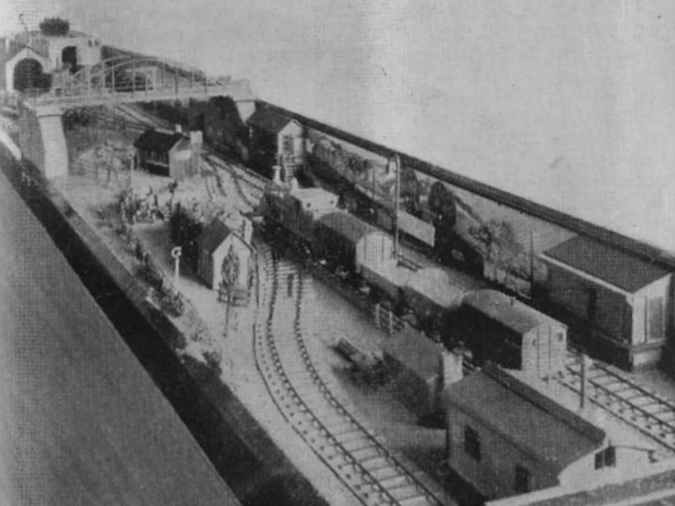
Erste Modelleisenbahnanlagen in der heutigen Spur H0 mit den noch heute maßgebenden Merkmalen, 1926

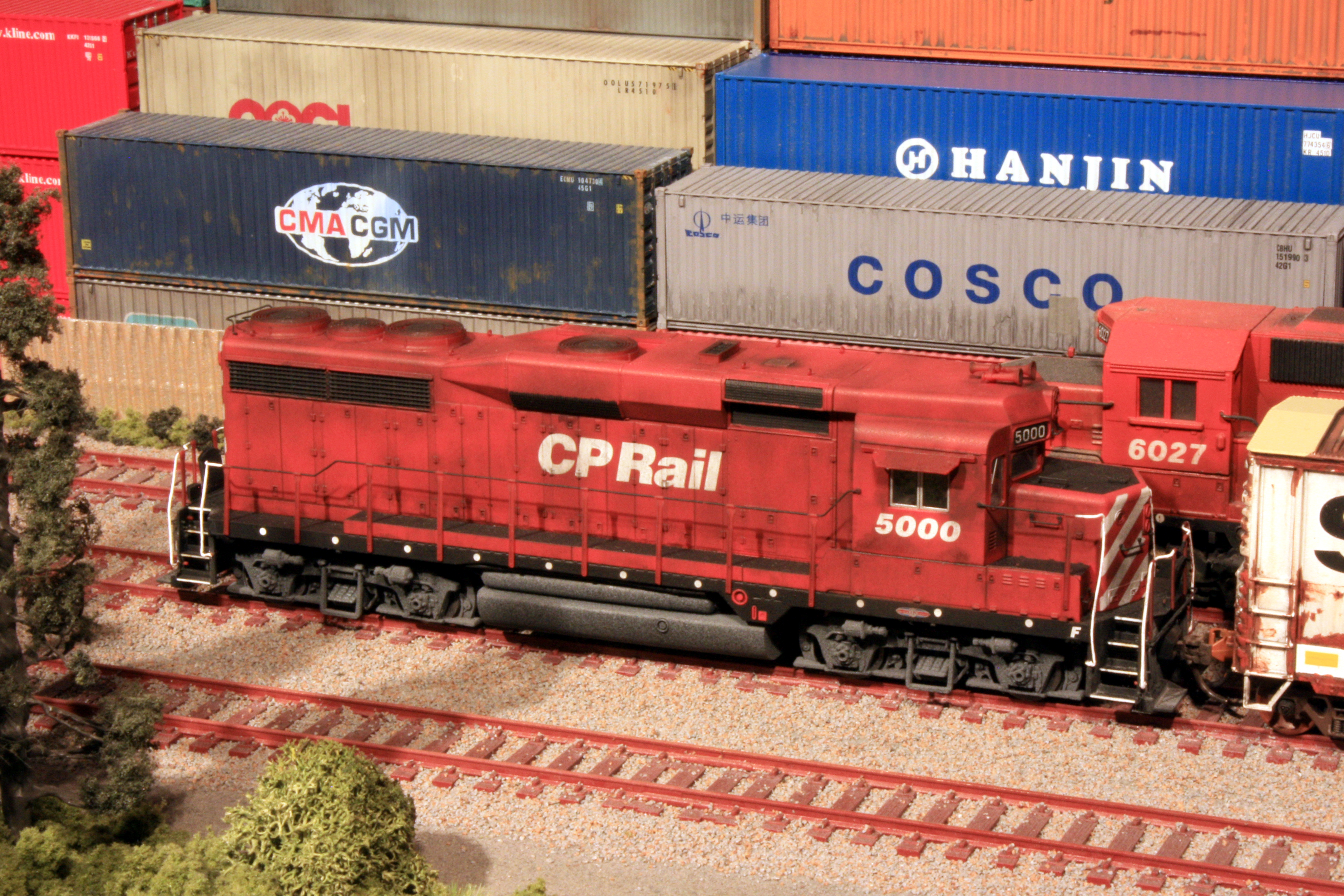
Ausschnitt von einer Amerikanischen Zweischienen-Zweileiter-Gleissystem Modelleisenbahn, 2011

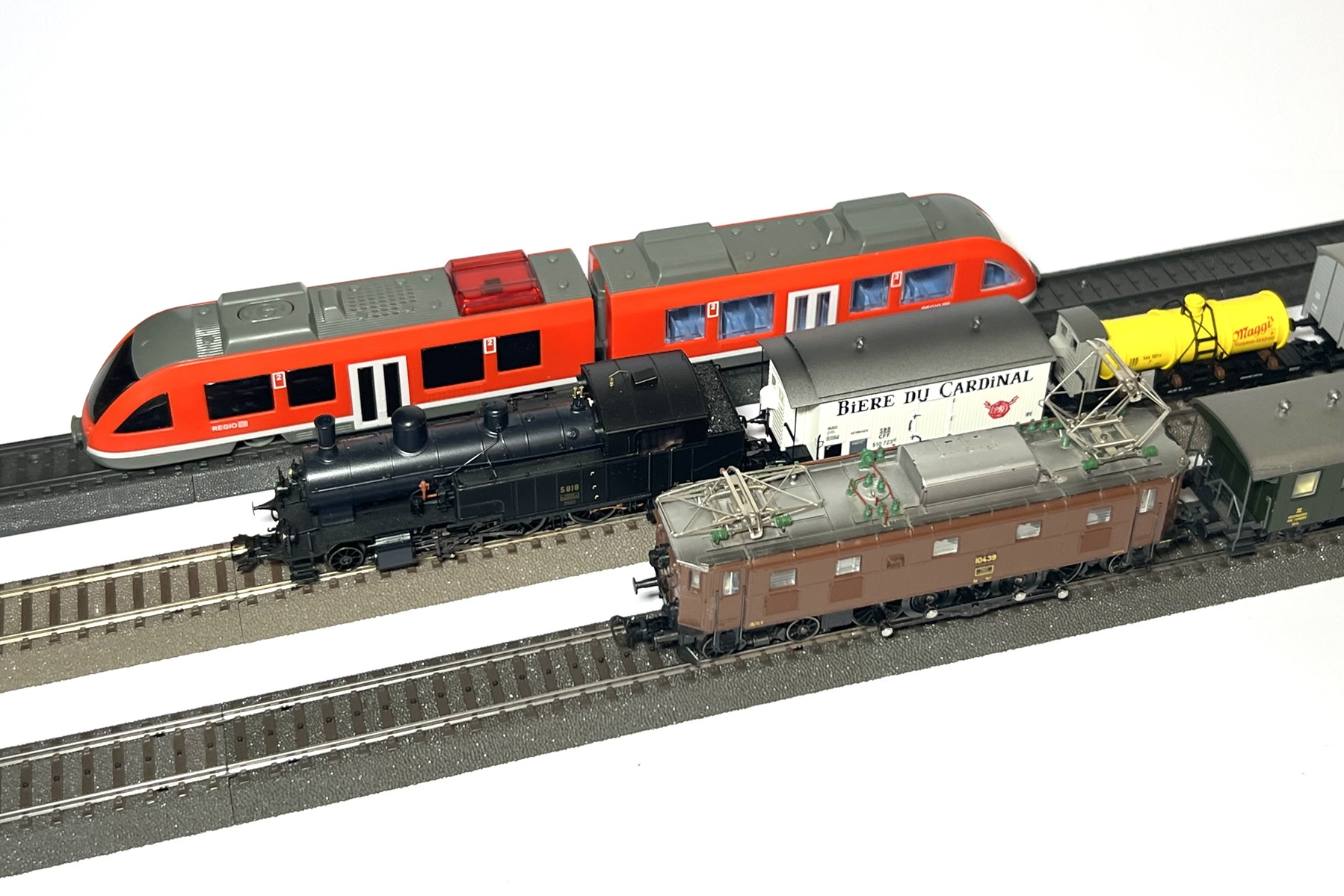
Verschiedene aktuelle gerade Böschungbettungs-Geleise der Spur H0 (C-Gleis) aus dem Hause Märklin, 2024. Von Vorne nach Hinten: Gleis für das Zweischienen-Mittelleiter-System, Gleis für das Zwischienen-Zweileiter-System und ein Kunststoffgleis für den Akkubetrieb. Auf den Geleisen Rollmaterial aus dem Hause Märklin, Liliput und Brawa.

Bei der Modelleisenbahn in der Spur H0 können primär drei elektrische Gleissysteme unterschieden werden: Das Zweischienen-Zweileiter-Gleissystem, das Dreischienen-Zweileiter-Gleissystem und das Dreischienen-Dreileiter-Gleissystem. Außerdem gibt es für Uhrwerklokomotiven oder mit Batterie betriebene Lokomotiven Zweischienen-Gleissysteme ohne elektrische Isolierung der Schienen oder solche mit Schienen aus Kunststoff.
Modelleisenbahngleissysteme für die Spur H0 aber auch für die Spur 00 mit 16,5 mm Spurweite, beziehungsweise für dessen ursprüngliche Spurweite von 16,0 mm, entsprechend der Hälfte der Spur 0 mit einer Spurweite von 32 mm, und wurden erstmals auf das Weihnachtsgeschäft 1922 im Auftrag von Bassett-Lowke von der in Nürnberg ansässigen Firma Bing produziert. Die Nürnberger Firma Bing stellte zunächst eine Tischeisenbahn mit Uhrwerkantrieb mit einem aus Blech gepressten Böschungskörper-Gleissystem mit einer Spurweite von 16,0 mm her, entsprechend einem Zweischienen-Gleissysteme ohne elektrische Isolierung. Zwei Jahre später folgte eine Variante ergänzt mit einer in der Gleismitte isoliert angebrachten zusätzlichen Schiene, entsprechend dem Dreischienen-Zweileiter-Gleissystem, für den elektrischen Betrieb.
Zu Zeiten der Bing-Tischeisenbahn stellte A. R. Walkley 1926 in Großbritannien eine kleine Modelleisenbahn-Anlage her, vergleichbar einem heutigen Betriebsdiorama, die sämtliche Merkmale der heutigen Spur H0 aufwies: Modellspurweite von 16,5 mm, Maßstab 1:87 (3,5 mm scale), Zweischienen-Zweileiter-Gleissystem, Gleichstrombetrieb, aufschneidbare Weichen, automatische Kupplungen.
1935 folgte Trix Express mit einem Böschungskörper aus Bakelit und drei elektrisch getrennten Schienen, entsprechend dem Dreischienen-Dreileiter-Gleissystem noch mit einer Spurweite von 16,0 mm.
Auch 1935 folgte Märklin mit einem aus Blech gepressten Böschungskörper-Gleissystem mit einer in der Gleismitte isoliert angebrachten zusätzlichen Schiene, von Anfang an mit einer Spurweite von 16,5 mm, entsprechend dem Dreischienen-Zweileiter-Gleissystem.
Wenige Jahre nach dem Zweiten Weltkrieg 1953 wurden bei Trix Express ein Gleissystem mit Schwellenbänder aus schwarzer Isolierpappe und einer Modellspurweite von 16,5 mm eingeführt.
Sehr früh verwendeten Modellbauer Gleisprofile und entsprechende Schwellen für den Gleisselbstbau um dem Vorbild möglichst nahe zu kommen. Ab Mitte der 1960er Jahre erschienen Schwellenbänder aus Kunststoffen. Zeitgleich wurden die ersten flexiblen Gleise angeboten, die unabhängig von den Gleisgeometrien der Hersteller in beliebiger Form verlegt werden können.
Heute konkurrieren miteinander primär zwei Gleissysteme: das eher vorbildnähere Zweischienen-Zweileiter-Gleissystem (umgangssprachlich als Zweileiter-Gleichstromsystem bezeichnet) mit dem wohl betriebssicheren Dreischienen-Zweileiter-Gleissystem (umgangssprachlich als Dreileiter-Wechselstromsystem, Mittelleiter-Wechselstrom-Gleissystem, Mittelleiter-Gleissystem oder einfach Märklin System bezeichnet). Dabei halten sich in den deutschsprachigen Länder die beiden Gleissysteme in etwa die Waage.

## Zweischienen-Zweileiter-Gleissystem

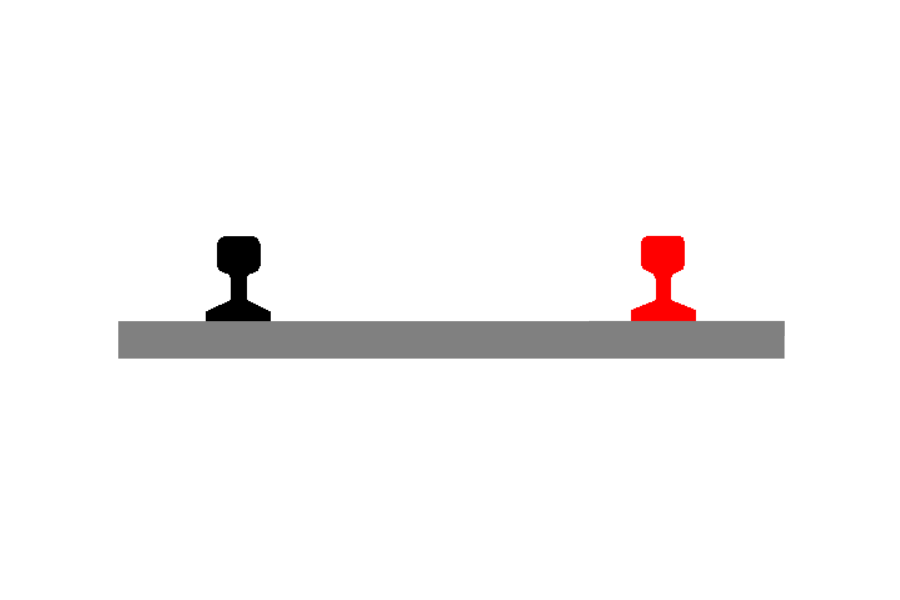
Stromzuführung beim Zweischienen-Zweileiter-Gleissystem (2S-2L)

Im Zweischienen-Zweileiter-Gleissystem bildet jede Schiene ein elektrisches Potential. Vorteil des Systems ist die internationale Normung mit einer großen Auswahl an Gleissortimenten und dafür ausgelegte Fahrzeugmodellen vieler Hersteller weltweit. Ein Nachteil ist, dass elektrische Funktionen wie beispielsweise eine Gleisbesetztmeldung nicht wie im Vorbild über den Kurzschluss der beiden Schienen durch den darauf stehenden Radsatz erfolgen können. Kehrschleifen und Gleisdreiecke erfordern besondere Schaltungsmaßnahmen, um Kurzschlüsse zu vermeiden.
Aktuelle Gleishersteller (Auswahl): Atlas, Bemo, Fleischmann, Hornby, PECO, PIKO, Roco, Shinohara, Tillig, Trix und Weinert.
Für die Spur H0 wird in der Norm NEM 120 der Normen Europäischer Modellbahnen eine Schienenprofilhöhe von 2,0 bis 2,5 mm empfohlen. Bei den Zweischienen-Zweileiter-Gleissystem werden inzwischen auch kleinere Schienenprofilhöhen angeboten, um die Gleisanlagen maßstäblicher bauen zu können. Diese Varianten werden mit Code xx bezeichnet, wobei zum Beispiel Code 70 eine Schienenprofilhöhe von 0,070 Zoll beschreibt, festgelegt in den RP 15.1 der National Model Railroad Association (NMRA). Die Verwendung niedriger Schienenprofile setzt den Einsatz von Fahrzeugen mit Radsätzen mit verkleinerten Spurkränzen voraus.
Das Zweischienen-Zweileiter-Gleissystem verwendet in der Regel Gleichspannung für den analogen Fahrbetrieb oder das Digital Command Control, kurz DCC, für den Digitalbetrieb.

## Dreischienen-Zweileiter-Gleissystem

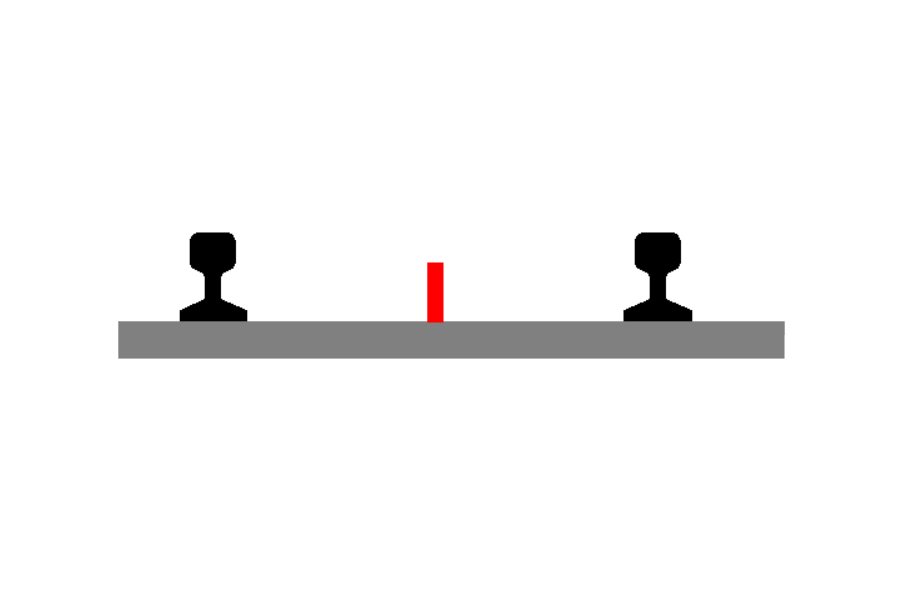
Stromzuführung beim Zweischienen-Mittelleiter-Gleissystem (Märklin)

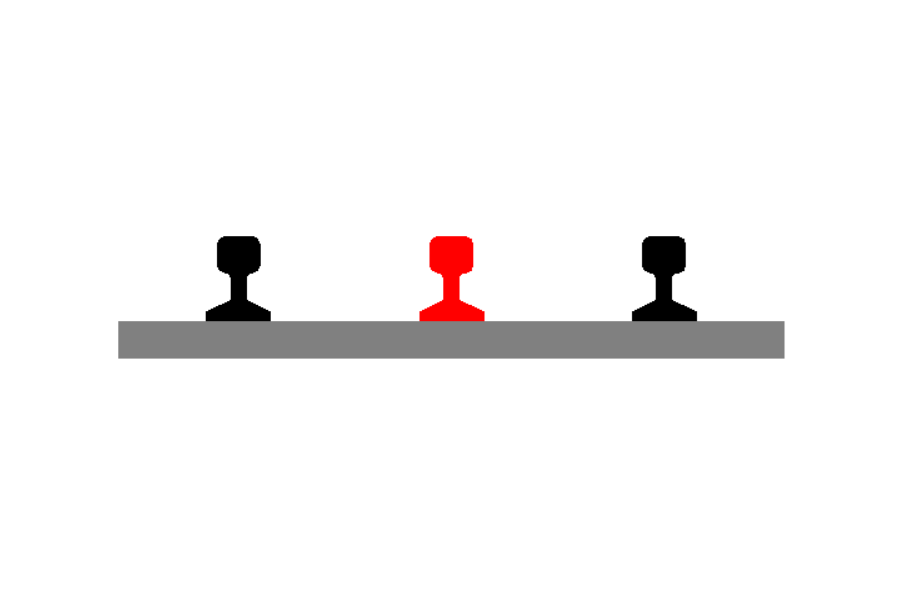
Stromzuführung beim Dreischienen-Zweileiter-Gleissystem (3S-2L)

Bei diesem Gleissystem sind die beiden Fahrschienen über den Böschungskörper oder über die Schwellen elektrisch miteinander verbunden, sofern den diese Böschungskörper oder Schwellen aus Metall bestanden, ansonsten wurden die beiden Schienen mit einem elektrisch Leiter verbunden, was bei geraden und gebogenen Geleisen mit einem Böschungskörper oder Schwellen aus Kunststoff nicht immer der Fall war. die Mittelschiene ist aber in jedem Falle elektrisch gegenüber den Geleisen isoliert. Dieses Gleissystem hat seinen Ursprung bei den ersten elektrischen Tinplate-Bahnen der großen Nenngrößen, beispielsweise der Spur 0 oder der Spur 1, die Blechschwellen besaßen.
Im Jahr 1924 stellte die Firma Bing die erste elektrische Tischbahn mit diesem Gleissystem und der Modellspurweite 16,0 mm vor. Die Produktion des Bing-Sortimentes wurde 1932 eingestellt, aber noch für einige Jahre durch die Firma Bub übernommen. 1935 folgte Märklin mit der Spur 00 und einer Modellspurweite von 16,5 mm. 1938 folgte auch Hornby mit Hornby DuplO (3-rail) mit der Spur 00 (Double O, Doppel O). Hornby stellte mit Hornby acHO, (each für H und O) im Jahr 1959 auf das Zweischienen-Zweileiter-Gleissystem (2-rail) um.
Beim Vorbild kommen Mittelschienen für die Stromzuführung nur selten vor. Im Großraum London sind die Underground-Bahnen und viele Vorortbahnen mit Stromschienen in Mittel- und Seitenlage ausgerüstet.
Die Gleissortimente der drei genannten Hersteller besaßen zunächst Böschungskörper aus Blech und eine mit Pappscheiben isoliert montierte durchgehende Mittelschiene. Die beiden Fahrschienen bildeten die Masse, die Mittelschiene die Phase. Mit diesem Gleissystem sind alle Gleisfiguren ohne schaltungstechnische Besonderheiten möglich.

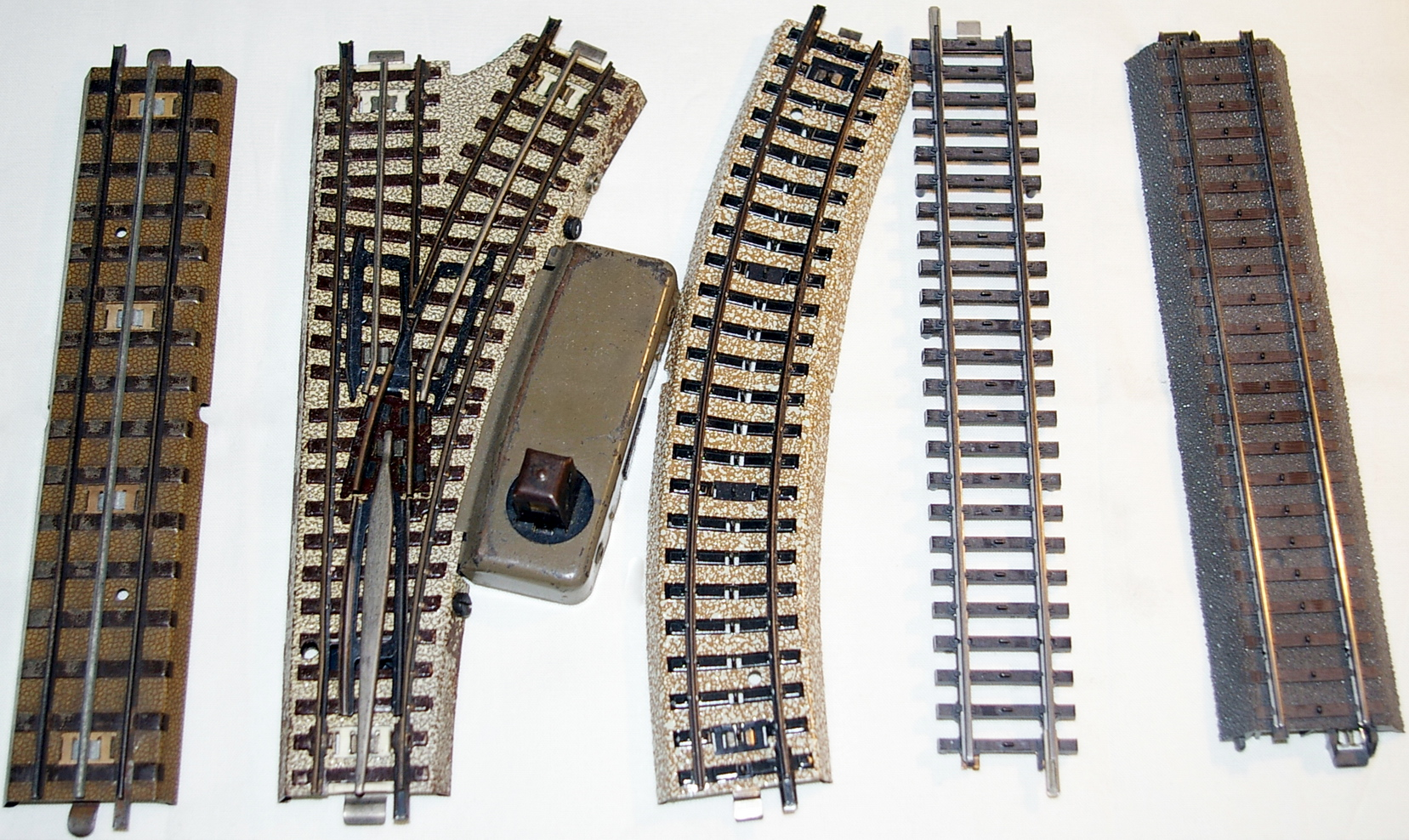
Einige Typen von Märklin-Gleisen; von links: M-Gleis (alt), M-Gleis (1952–1956), M-Gleis (1956–2000), K-Gleis (seit 1969), C-Gleis (seit 1996), 2006

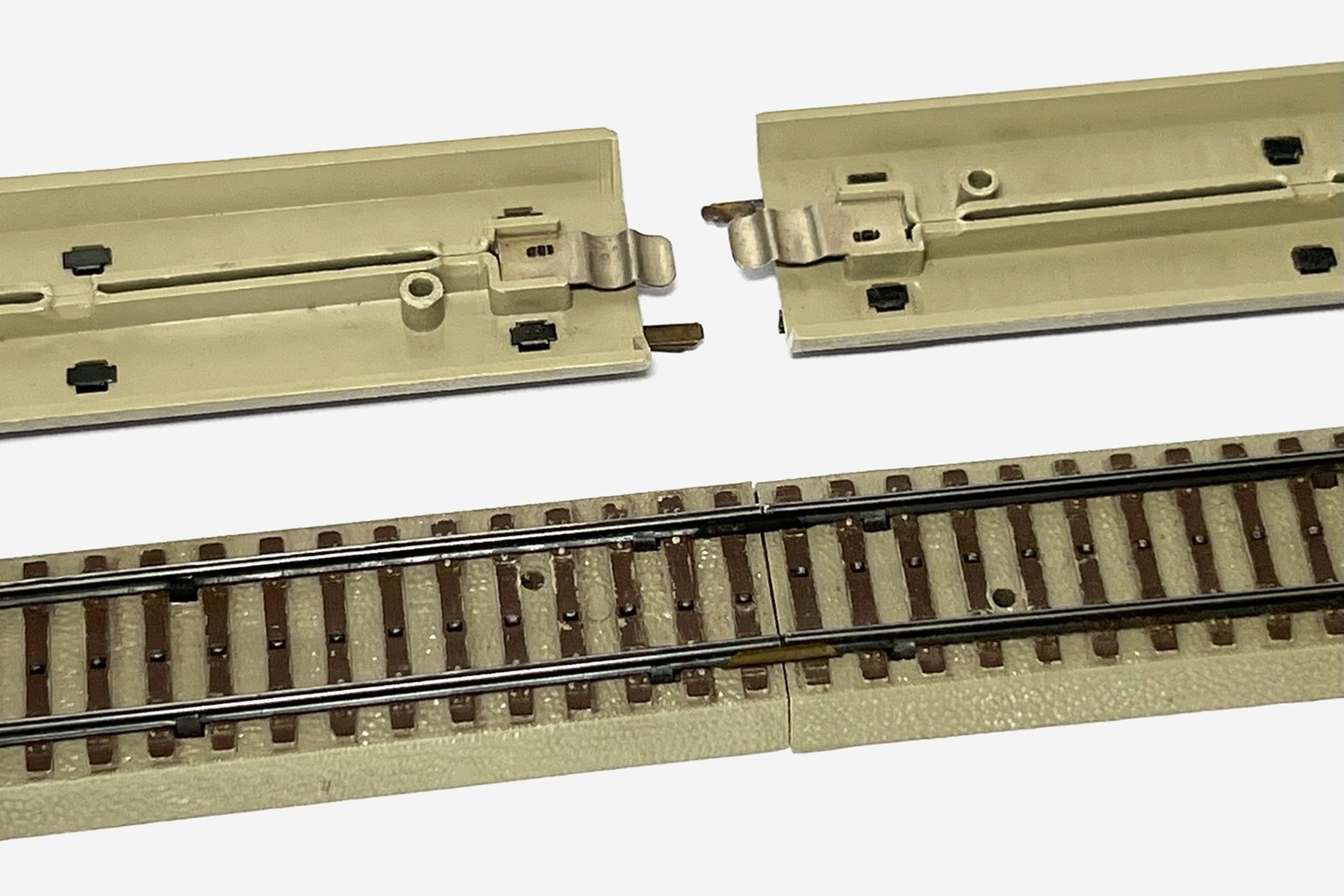
Gerade Geleise mit Böschung und Punktkontakten von Buco von vorne und hinten (1954–1957), 2024

Ab Mitte der 1950er Jahre wurde bei Märklin die optisch auffällige Mittelschiene durch einen unter den Schwellen verborgenen kammförmigen Leiter ersetzt, von dem nur die sogenannten Punktkontakte sichtbar sind. Diese Variante wird auch als Punktkontakt-Gleis, kurz Puko-Gleis, bezeichnet. An Weichen und Kreuzungen müssen die Mittelschiene bzw. die Punktkontakte ausreichend hoch über die Fahrschienen herausragen, um einen Kontakt des Mittelschleifers zu den Fahrschienen zu vermeiden.
Wenn beide Fahrschienen das gleiche Potential führen, ist es ausreichend, dass nur eine beliebige Fahrzeugseite Kontakt hat. Daher lassen sich auf vorbildnahe Weise durch kurze Abschnitte mit einseitig isolierten Fahrschienen Gleisbesetztschaltungen aufbauen.
Märklin ist derzeit der einzige Vollsortimenthersteller für dieses Gleissystem. Somit gibt Märklin die Normung für die Gestaltung der Fahrzeuge sowie der Gleise und Weichen vor. So sind die beiden Radscheiben eines Radsatzes elektrisch leitend miteinander verbunden.
Die Triebfahrzeuge (Lokomotiven) von Märklin verwenden in der Regel Wechselspannung oder ein Märklin Digitalsystem für den Fahrbetrieb.
Da früher Allstrommotoren mit einer Feldspule, umgangssprachlich Wechselstrommotoren, Fachausdruck Einphasen-Reihenschlussmotoren benutzt wurden, lassen sie sich diese auch mit Gleichspannung betreiben. Die Lokomotiven von Bing konnten, da diese auch Allstrommotoren besaßen, sowohl mit Wechsel- als auch mit Gleichspannung gefahren werden. Bei Hornby DubloO kam bereits 1938 Gleichspannung mit Permanentmagnetmotoren zum Einsatz.
Es gibt von einigen kleineren Herstellern spezielle Nachrüstsätze, mit denen sich Zweischienen-Zweileiter-Gleissysteme mit einem Schwellenrost mit Punktkontaktstreifen zu einem Zweischienen-Mittelleiter-Gleissystem  umrüsten lassen. Mit entsprechendem Aufwand ist es natürlich auch möglich, eigenhändig Mittelleiter einzubauen.
Rollmaterial und Zubehör werden hingegen von vielen anderen Herstellern angeboten.

## Umbau von Rollmaterial vom Zweischienen-Zweileiter-Gleissystem zum Dreischienen-Zweileiter-Gleissystem und umgekehrt
Wagen mit isolierten Radsätzen für das Zweischienen-Zweileiter-Systems können fast problemlos auf Märklin-Gleisen eingesetzt werden, nur in den Herzstücken älterer Weichen und Kreuzungen kann es aufgrund des abweichenden Rückflächenabstandes der Radsätze zu Entgleisungen kommen. Die Beleuchtungseinrichtungen funktionieren auf Dreileitergleisen jedoch ohne Umbau auf einen Mittelschleifer nicht. Lokomotiven lassen sich, sofern sie über ausreichend Platz für einen Mittelschleifer und einen Fahrtrichtungsumschalter oder einen Lokdecoder haben, je nach Hersteller und dessen Konstruktion mit einem geringen oder zumindest einem vertretbaren Aufwand umrüsten.
Der Einsatz von Rollmaterial des Dreischienen-Zweileiter-Gleissystems auf Zweischienen-Zweileiter-Gleisen ist bei Wagen nach Austausch der Radsätze möglich, da dort die Radscheiben der Radsätze elektrisch voneinander isoliert sein müssen. Der Umbau von Lokomotiven ist, im Besonderen bei Dampflokomotiven, mit einem verhältnismäßig hohen Aufwand verbunden.
Zwischenzeitlich gibt es Fahrzeuge, beispielsweise von ESU, die durch eine einfache Umschaltung für beide Systeme geeignet sind.

## Dreischienen-Dreileiter-Gleissystem

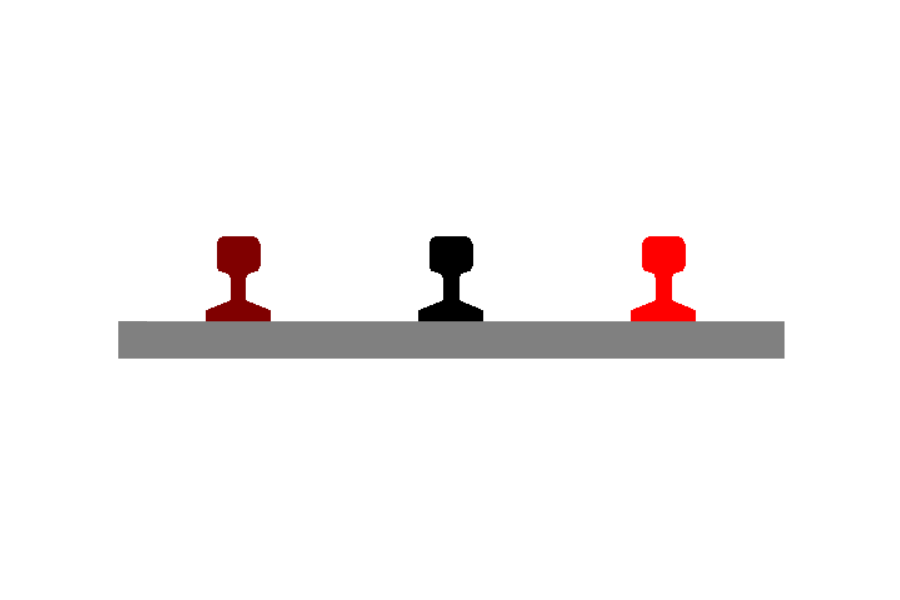
Stromzuführung beim Dreischienen-Dreileiter-Gleissystem (3S-3L)

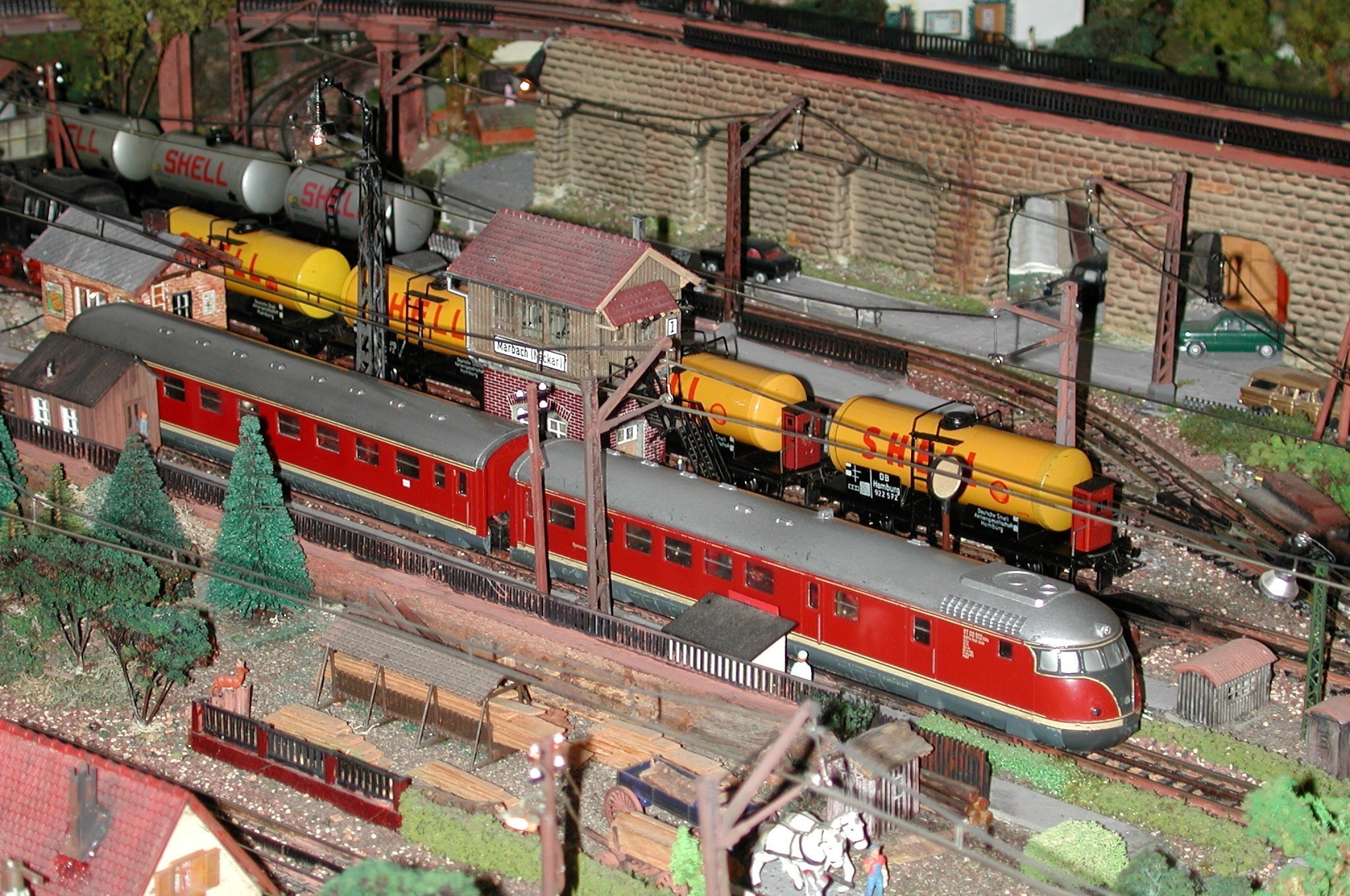
Ausschnitt von einer Trix Express Spur H0 Modelleisenbahnanlage, 2006

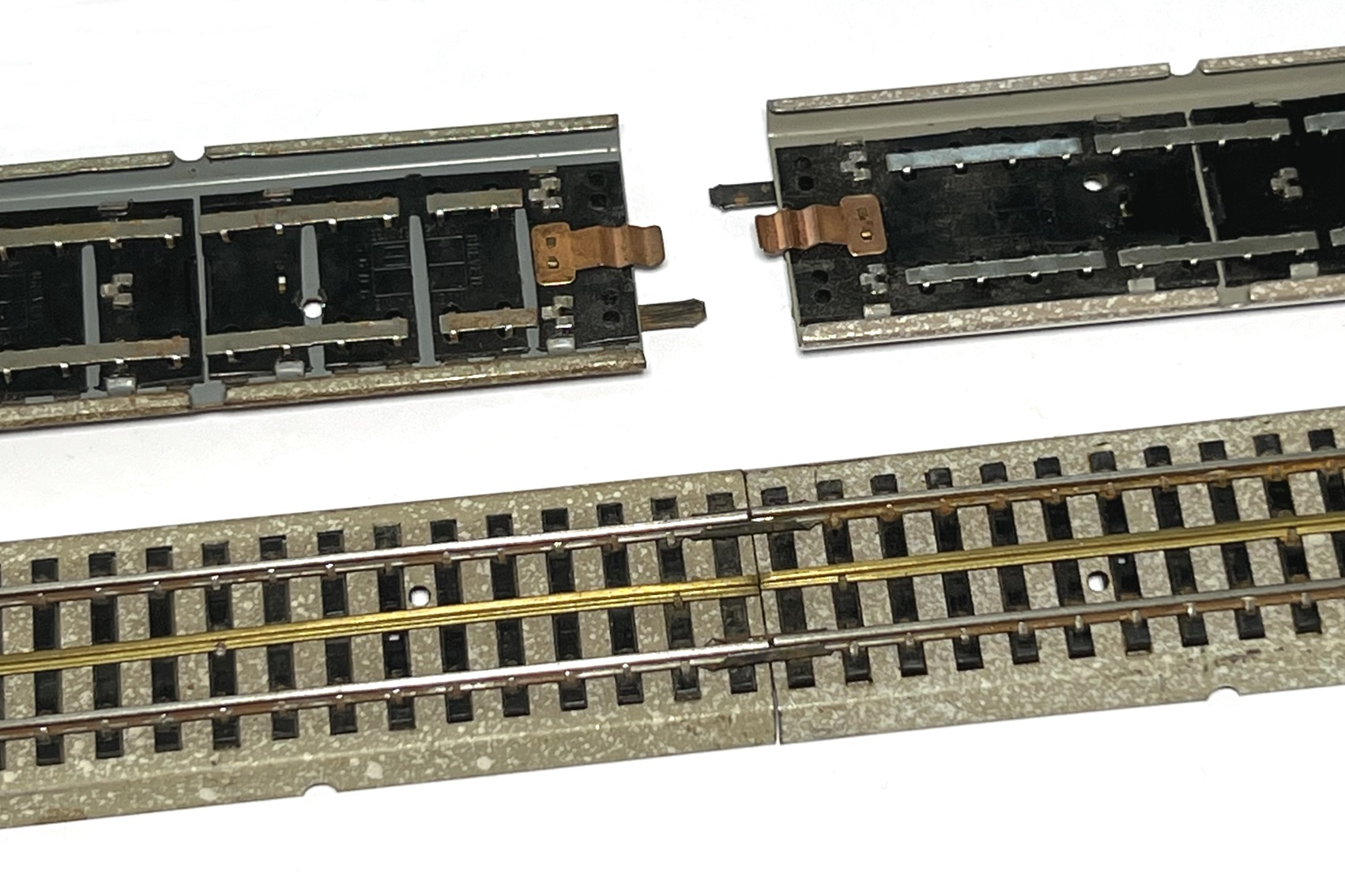
Modellgleis von VB mit Mittelleiter und gegeneinander isolierten Außenschienen, hergestellt von 1945 bis 1962, 2024

Durch die Verwendung von Bakelit für den Böschungskörper konnte Trix Express 1935 ein Gleissystem mit drei elektrisch gegeneinander isolierten Schienen vorstellen, das einen unabhängigen Zweizugbetrieb auf einem Gleis ermöglicht. Bei diesem System bildet die Mittelschiene den Rückleiter, beide Fahrschienen führen unterschiedliche Fahrstrompole. Dadurch können zwei Lokomotiven auf demselben Gleis fahren und unabhängig voneinander gesteuert werden.
Ein Vollsortimenthersteller dieses Systems war von 1935 bis Ende der 1990er Jahre die Nürnberger Firma Trix unter der Markenbezeichnung Trix Express. Trix ließ sich dieses System durch Patente schützen. In England wurde unter der Markenbezeichnung Trix Twin Railways vom dortigen Trix-Unternehmen ein eigenes Sortiment für den britischen Markt gebaut.
In Verbindung mit einer Oberleitung ermöglichte dieses Gleissystem sogar einen unabhängigen Dreizugbetrieb. Elloks mit eingeschalteten Dachstromabnehmern beziehen die Spannung über die Oberleitung, die Rückleitung wird über den Mittelleiter bereitgestellt. In diesem Fall sind die Radschleifer abgeschaltet (oder sogar ausgebaut), die Elloks können in jeder Ausrichtung auf das Gleis gestellt werden und ohne Einschränkung Wendeschleifen und Gleisdreiecke durchfahren. Bei anderen Lokomotiven (ohne aktive Dachstromabnehmer) ist durch die Ausrichtung der Lokomotiven und der Außenschleifer der genutzte Stromkreis festgelegt.
Die Trix Express-Fahrzeuge besaßen seit 1935 bis zur Produktionseinstellung relativ dicke und hohe Spurkränze mit einem Spurkranzinnenmaß von 11,6 mm. Die Maße der Leit- und Rillenweiten in den Herzstückbereichen und an den Radlenkern von Weichen und Kreuzungen und die Schienenprofilhöhen waren darauf abgestimmt. Zu einer Modernisierung dieser Maße konnte sich Trix beim Dreischienen-Dreileiter-System nicht durchringen. Trix versuchte ab 1964 unter der Produktbezeichnung Trix International mit einem Zweischienen-Zweileiter-Sortiment gemäß den international genormten Vorgaben den Anschluss an die Entwicklung zu bekommen.
Inzwischen gewinnt das historische Trix Express-System wieder an Beachtung. Nostalgiebahnen werden zunehmend mit dem originalen Gleissystem und passenden Fahrzeugen aufgebaut und auf Ausstellungen vorgestellt.
Die Trix Express-Lokomotiven besaßen zunächst Motoren mit Feldwicklung (Allstrommotoren) und wurden meist mit Wechselstrom betrieben. Eine Schaltwalze ermöglichte in Verbindung mit einem speziellen Fahrregler den Fahrrichtungswechsel. Ab 1953 wurden die Lokomotiven durch Permamentfeldmotoren auf den Gleichstrombetrieb umgestellt.

## Oberleitungsbetrieb

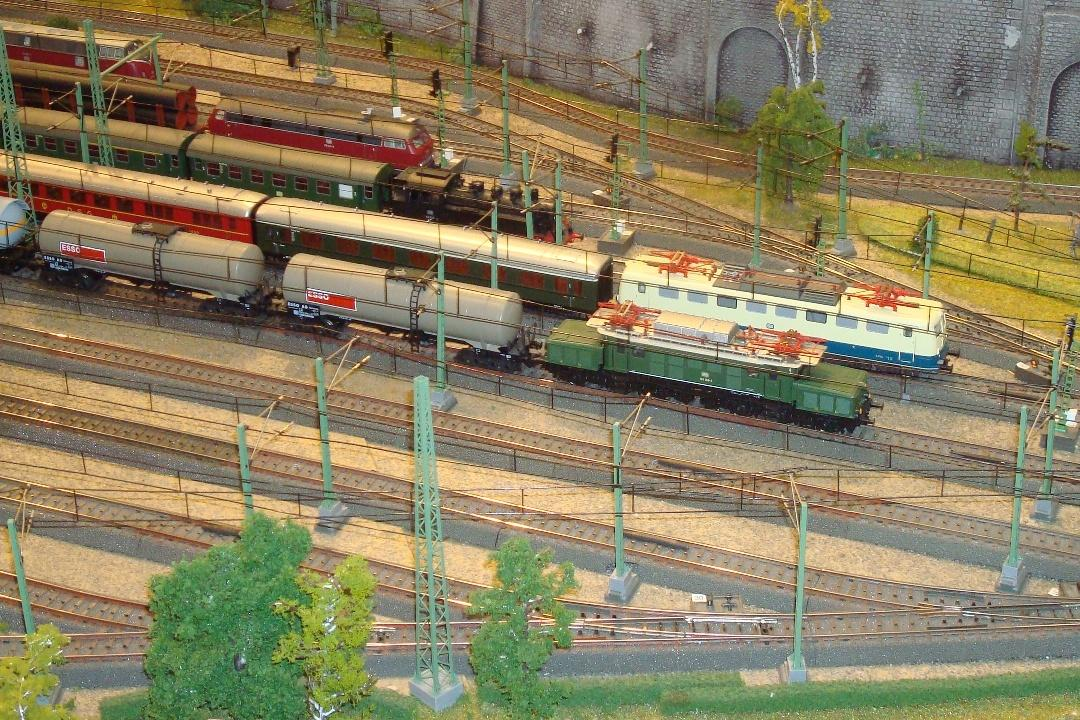
Ausschnitt einer Märklin Ausstellungsanlage an einem Messestand, 2009

Zusätzlich kann bei allen drei Gleissystemen eine Oberleitung zum unabhängigen Betrieb eines weiteren Fahrzeugs auf demselben Gleis genutzt werden – die Einführung der Digitaltechnik Mitte der 1980er Jahre macht eine Oberleitung allerdings obsolet, so dass sie heute meist keine elektrische Funktion mehr hat und vielfach nur noch zu Dekorationszwecken dient.

## Begriffe
Lange Zeit waren die Begriffe Zweileiter-Gleichstrom-Gleissystem und Mittelleiter-Wechselstrom-Gleissystem für die Systeme mit der größten Verbreitung an dieser Stelle korrekt. Durch die bereits Mitte der 1980er Jahre aufkommenden Digitalsysteme sind diese Begriffe aber nicht mehr zeitgemäß.

### Mittelleiter-Wechselstrom-Gleissystem
Der systembedingte mechanische Fahrtrichtungsumschalter in den Lokomotiven für das Mittelleiter-Wechselstrom-Gleise wurde zwischenzeitlich durch elektronische Umschalter ersetzt, die heute reine Digitaldecoder oder aber kombinierte Digital-, Funktions- und Sounddecoder sind. Auf Mittelleiter-Wechselstrom-Gleisen wird immer mehr im Digitalbetrieb gefahren. Das bedeutet, dass nicht mehr eine sinusförmige Wechselspannung, sondern eine Rechteckspannung an den Gleisen anliegt, die neben der Leistung die Digitalbefehle überträgt.

### Zweileiter-Gleichstrom-Gleissystem
Auch im Zweileiter-Gleichstrom-Gleissystem erfolgt seit Jahren eine schrittweise Digitalisierung. Da systembedingt nie mechanische Fahrtrichtungsumschalter notwendig waren, verbreitete sich die Digitaltechnik jedoch lange nur zögernd. Erst das Aufkommen der kombinierten Digital-, Funktions- und Sounddecoder Mitte der 2000er Jahre führte nun auch im Zweileiter-Gleichstrom zu einer Trendwende hin zum Digitalbetrieb.